# Jean-Yves Berteloot
Jean-Yves Berteloot (ur. 27 sierpnia 1958 w Saint-Omer) – francuski aktor. 
W 1990 był nominowany do nagrody Césara jako najbardziej obiecujący aktor za rolę Pierre’a Graveya w melodramacie Chrzciny (Baptême, 1989).

## Wybrana filmografia

### Filmy
- 1985: Atłasowy trzewiczek (Le soulier de satin) jako drugi król
- 1989: Rewolucja francuska (La Révolution française) jako Axel Fersen
- 1992: Pył i krew (De terre et de sang, TV) jako Arnaud
- 2006: Kod da Vinci (The Da Vinci Code) jako Remy Jean
- 2010: Medium (Hereafter) jako Michael – dyrektor wydawniczy
- 2014: Przychodzi facet do lekarza (Supercondriaque) jako Anton Miroslav
- 2019: Ogród Pani Zimy (Frau Holles Garten, TV) jako Jakob Sommer

### Seriale TV
- 1999: Józefinka (Joséphine, ange gardien) jako Simon
- 2000: Les Cordier, juge et flic jako Maître Loriol
- 2006: Komisarz Moulin (Commissaire Moulin) jako Pierre Sébastien
- 2009: Józefinka jako Xavier Mareuil
- 2016: Kobra – oddział specjalny - odc. Kobra, przejmujesz! (Cobra, übernehmen Sie!) jako Dufourquet